# E-Prix di Dirʿiyya 2021
L'E-Prix di Dirʿiyya 2021 è stato il primo appuntamento del Campionato mondiale di Formula E 2020-2021, suddiviso in due gare, che si sono tenute sul circuito cittadino di Dirʿiyya il 26 e il 27 febbraio 2021.
È stata la prima gara della competizione corsa in notturna, grazie a un'illuminazione LED a basso consumo grazie all'energia proveniente completamente da fonti rinnovabili.
La prima gara è stata vinta da Nyck de Vries, che ha anche effettuato la Pole Position, seguito da Edoardo Mortara e da Mitch Evans. Il giro veloce è stato effettuato da René Rast.
La seconda gara è stata vinta da Sam Bird, seguito da Robin Frijns, che ha anche effettuato la Pole Position, e da Antonio Felix da Costa. Il giro veloce è stato effettuato da Nyck de Vries.

## Gara 1

### Prove libere
| Pos.           | No.            | Pilota            | Squadra                   | Tempo          |
| Prove libere 1 | Prove libere 1 | Prove libere 1    | Prove libere 1            | Prove libere 1 |
| -------------- | -------------- | ----------------- | ------------------------- | -------------- |
| 1              | 17             | Nyck de Vries     | Mercedes EQ               | 1:08.693       |
| 2              | 36             | André Lotterer    | TAG Heuer Porsche         | 1:09.281       |
| 3              | 11             | Lucas Di Grassi   | Audi Sport ABT Schaeffler | 1:09.327       |
| Prove libere 2 |                |                   |                           |                |
| 1              | 17             | Nyck de Vries     | Mercedes EQ               | 1:08.583       |
| 2              | 5              | Stoffel Vandoorne | Mercedes EQ               | 1:08.760       |
| 3              | 48             | Edoardo Mortara   | ROKiT Venturi Racing      | 1:08.836       |

### Qualifiche
| Gruppi qualifiche | Gruppi qualifiche | Gruppi qualifiche | Gruppi qualifiche | Gruppi qualifiche | Gruppi qualifiche | Gruppi qualifiche |
| ----------------- | ----------------- | ----------------- | ----------------- | ----------------- | ----------------- | ----------------- |
| Gruppo 1          | DAC (1)           | VAN (2)           | JEV (3)           | BUE (4)           | ROW (5)           | DIG (6)           |
| Gruppo 2          | EVA (7)           | LOT (8)           | GUE (9)           | BIR (10)          | DEV (11)          | FRI (12)          |
| Gruppo 3          | SIM (13)          | MOR (14)          | RAS (15)          | LYN (16)          | WEH (17)          | TUR (18)          |
| Gruppo 4          | MUL (19)          | BLO (20)          | SET (21)          | DEN (22)          | CAS (23)          | NAT (24)          |

| Pos.   | No. | Pilota                 | Squadra                   | Qualifica    | SuperPole | Griglia |
| ------ | --- | ---------------------- | ------------------------- | ------------ | --------- | ------- |
| 1      | 17  | Nyck de Vries          | Mercedes EQ               | 1:08.786     | 1:08.157  | 1       |
| 2      | 99  | Pascal Wehrlein        | TAG Heuer Porsche         | 1:08.885     | 1:08.821  | 2       |
| 3      | 33  | René Rast              | Audi Sport ABT Schaeffler | 1:08.959     | 1:08.869  | 3       |
| 4      | 48  | Edoardo Mortara        | ROKiT Venturi Racing      | 1:08.798     | 1:09.317  | 4       |
| 5      | 94  | Alex Lynn              | Mahindra Racing           | 1:09.133     | 1:09.345  | 5       |
| 6      | 20  | Mitch Evans            | Jaguar Racing             | 1:09.152     | 1:09.706  | 6       |
| 7      | 36  | André Lotterer         | TAG Heuer Porsche         | 1:09.157     |           | 7       |
| 8      | 10  | Sam Bird               | Jaguar Racing             | 1:09.265     | 8         |         |
| 9      | 28  | Maximilian Günther     | BMW i Andretti Motorsport | 1:09.277     | 9         |         |
| 10     | 22  | Oliver Rowland         | Nissan e.dams             | 1:09.362     | 10        |         |
| 11     | 29  | Alexander Sims         | Mahindra Racing           | 1:09.559     | 11        |         |
| 12     | 71  | Norman Nato            | ROKiT Venturi Racing      | 1:09.628     | 12        |         |
| 13     | 8   | Oliver Turvey          | NIO 333                   | 1:09.631     | 13        |         |
| 14     | 27  | Jake Dennis            | BMW i Andretti Motorsport | 1:09.723     | 14        |         |
| 15     | 5   | Stoffel Vandoorne      | Mercedes EQ               | 1:10.128     | 15        |         |
| 16     | 11  | Lucas Di Grassi        | Audi Sport ABT Schaeffler | 1:10.474     | 16        |         |
| 17     | 23  | Sébastien Buemi        | Nissan e.dams             | 1:10.594     | 17        |         |
| 18     | 13  | António Félix da Costa | DS Techeetah              | 1:10.735     | 18        |         |
| 19     | 25  | Jean-Éric Vergne       | DS Techeetah              | 1:10.804     | 19        |         |
| NC     | 7   | Sérgio Sette Câmara    | Dragon / Penske Autosport | 1:21.445     | 20        |         |
| NC     | 37  | Nick Cassidy           | Envision Virgin Racing    | 1:22.020     | 21        |         |
| NC     | 88  | Tom Blomqvist          | NIO 333                   | 1:23.165     | 22        |         |
| NC     | 6   | Nico Müller            | Dragon / Penske Autosport | 1:24.955     | 23        |         |
| NC     | 4   | Robin Frijns           | Envision Virgin Racing    | Nessun tempo | 24        |         |
| Fonti: |     |                        |                           |              |           |         |

### Gara
| Pos.   | No. | Pilota                 | Squadra                   | Giri | Tempo/Ritiro | Griglia  | Punti  |
| ------ | --- | ---------------------- | ------------------------- | ---- | ------------ | -------- | ------ |
| 1      | 17  | Nyck de Vries          | Mercedes EQ               | 32   | 46:44.765    | 1        | 25+3+1 |
| 2      | 48  | Edoardo Mortara        | ROKiT Venturi Racing      | 32   | +4.119       | 4        | 18     |
| 3      | 20  | Mitch Evans            | Jaguar Racing             | 32   | +4.619       | 6        | 15     |
| 4      | 33  | René Rast              | Audi Sport ABT Schaeffler | 32   | +4.852       | 3        | 12+1   |
| 5      | 99  | Pascal Wehrlein        | TAG Heuer Porsche         | 32   | +7.962       | 2        | 10     |
| 6      | 22  | Oliver Rowland         | Nissan e.dams             | 32   | +9.318       | 10       | 8      |
| 7      | 29  | Alexander Sims         | Mahindra Racing           | 32   | +9.686       | 11       | 6      |
| 8      | 5   | Stoffel Vandoorne      | Mercedes EQ               | 32   | +9.973       | 15       | 4      |
| 9      | 11  | Lucas Di Grassi        | Audi Sport ABT Schaeffler | 32   | +11.089      | 16       | 2      |
| 10     | 8   | Oliver Turvey          | NIO 333                   | 32   | +15.518      | 13       | 1      |
| 11     | 13  | António Félix da Costa | DS Techeetah              | 32   | +16.225      | 18       |        |
| 12     | 27  | Jake Dennis            | BMW i Andretti Motorsport | 32   | +17.025      | 14       |        |
| 13     | 23  | Sébastien Buemi        | Nissan e.dams             | 32   | +17.273      | 17       |        |
| 14     | 71  | Norman Nato            | ROKiT Venturi Racing      | 32   | +17.312      | 12       |        |
| 15     | 25  | Jean-Éric Vergne       | DS Techeetah              | 32   | +18.402      | 19       |        |
| 16     | 36  | André Lotterer         | TAG Heuer Porsche         | 32   | +18.417      | 7        |        |
| 17     | 4   | Robin Frijns           | Envision Virgin Racing    | 32   | +18.822      | 24       |        |
| 18     | 88  | Tom Blomqvist          | NIO 333                   | 32   | +19.072      | 22       |        |
| 19     | 37  | Nick Cassidy           | Envision Virgin Racing    | 32   | +19.951      | 21       |        |
| 20     | 7   | Sérgio Sette Câmara    | Dragon / Penske Autosport | 32   | +20.174      | 20       |        |
| 21     | 6   | Nico Müller            | Dragon / Penske Autosport | 32   | +20.586      | Pit lane |        |
| Rit    | 28  | Maximilian Günther     | BMW i Andretti Motorsport | 23   | Incidente    | 9        |        |
| Rit    | 10  | Sam Bird               | Jaguar Racing             | 22   | Incidente    | 8        |        |
| Rit    | 94  | Alex Lynn              | Mahindra Racing           | 16   | Incidente    | 5        |        |
| Fonte: |     |                        |                           |      |              |          |        |

### Classifiche
La classifica dopo gara 1:
Classifica piloti
| Pos    | Pilota                 | Punti |
| ------ | ---------------------- | ----- |
| 1      | Nyck de Vries          | 29    |
| 2      | Edoardo Mortara        | 18    |
| 3      | Mitch Evans            | 15    |
| 4      | René Rast              | 13    |
| 5      | Pascal Wehrlein        | 10    |
| 6      | Oliver Rowland         | 8     |
| 7      | Alexander Sims         | 6     |
| 8      | Stoffel Vandoorne      | 4     |
| 9      | Lucas Di Grassi        | 2     |
| 10     | Oliver Turvey          | 1     |
| 11     | António Félix da Costa | 0     |
| 12     | Jake Dennis            | 0     |
| 13     | Sébastien Buemi        | 0     |
| 14     | Norman Nato            | 0     |
| 15     | Jean-Éric Vergne       | 0     |
| 16     | André Lotterer         | 0     |
| 17     | Robin Frijns           | 0     |
| 18     | Tom Blomqvist          | 0     |
| 19     | Nick Cassidy           | 0     |
| 20     | Sérgio Sette Câmara    | 0     |
| 21     | Nico Müller            | 0     |
| 22     | Maximilian Günther     | 0     |
| 23     | Sam Bird               | 0     |
| 24     | Alex Lynn              | 0     |
| Fonte: |                        |       |

Classifica squadre
| Pos    | Squadra                          | Punti |
| ------ | -------------------------------- | ----- |
| 1      | Mercedes EQ Formula E Team       | 33    |
| 2      | ROKiT Venturi Racing             | 18    |
| 3      | Jaguar Racing                    | 15    |
| 4      | Audi Sport ABT Schaeffler        | 15    |
| 5      | TAG Heuer Porsche Formula E Team | 10    |
| 6      | Nissan e.dams                    | 8     |
| 7      | Mahindra Racing                  | 6     |
| 8      | NIO 333 Formula E Team           | 1     |
| 9      | DS Techeetah                     | 0     |
| 10     | BMW i Andretti Motorsport        | 0     |
| 11     | Envision Virgin Racing           | 0     |
| 12     | Dragon / Penske Autosport        | 0     |
| Fonte: |                                  |       |

## Gara 2

### Prove libere
| Pos.           | No.            | Pilota         | Squadra                | Tempo          |
| Prove libere 3 | Prove libere 3 | Prove libere 3 | Prove libere 3         | Prove libere 3 |
| -------------- | -------------- | -------------- | ---------------------- | -------------- |
| 1              | 4              | Robin Frijns   | Envision Virgin Racing | 1:07.294       |
| 2              | 17             | Nyck de Vries  | Mercedes EQ            | 1:07.440       |
| 3              | 37             | Nick Cassidy   | Envision Virgin Racing | 1:07.449       |

### Qualifiche
| Gruppi qualifiche | Gruppi qualifiche | Gruppi qualifiche | Gruppi qualifiche | Gruppi qualifiche | Gruppi qualifiche | Gruppi qualifiche |
| ----------------- | ----------------- | ----------------- | ----------------- | ----------------- | ----------------- | ----------------- |
| Gruppo 1          | DEV (1)           | MOR (2)           | EVA (3)           | RAS (4)           | WEH (5)           | ROW (6)           |
| Gruppo 2          | SIM (7)           | VAN (8)           | DIG (9)           | TUR (10)          | DAC (11)          | DEN (12)          |
| Gruppo 3          | BUE (13)          | NAT (14)          | JEV (15)          | LOT (16)          | FRI (17)          | BLO (18)          |
| Gruppo 4          | CAS (19)          | SET (20)          | MUL (21)          | GUE (22)          | BIR (23)          | LYN (24)          |

| Pos.   | No. | Pilota                 | Squadra                   | Qualifica    | SuperPole | Griglia |
| ------ | --- | ---------------------- | ------------------------- | ------------ | --------- | ------- |
| 1      | 4   | Robin Frijns           | Envision Virgin Racing    | 1:07.810     | 1:07.889  | 1       |
| 2      | 7   | Sérgio Sette Câmara    | Dragon / Penske Autosport | 1:08.333     | 1:08.178  | 2       |
| 3      | 10  | Sam Bird               | Jaguar Racing             | 1:08.384     | 1:08.405  | 3       |
| 4      | 8   | Oliver Turvey          | NIO 333                   | 1:08.424     | 1:08.439  | 4       |
| 5      | 88  | Tom Blomqvist          | NIO 333                   | 1:08.367     | 1:08.732  | 5       |
| 6      | 6   | Nico Müller            | Dragon / Penske Autosport | 1:08.432     | 1:09.060  | 6       |
| 7      | 25  | Jean-Éric Vergne       | DS Techeetah              | 1:08.471     |           | 7       |
| 8      | 23  | Sébastien Buemi        | Nissan e.dams             | 1:08.544     | 8         |         |
| 9      | 94  | Alex Lynn              | Mahindra Racing           | 1:08.632     | 12        |         |
| 10     | 13  | António Félix da Costa | DS Techeetah              | 1:08.649     | 9         |         |
| 11     | 37  | Nick Cassidy           | Envision Virgin Racing    | 1:08.733     | 10        |         |
| 12     | 28  | Maximilian Günther     | BMW i Andretti Motorsport | 1:08.797     | 11        |         |
| 13     | 22  | Oliver Rowland         | Nissan e.dams             | 1:08.798     | 13        |         |
| 14     | 29  | Alexander Sims         | Mahindra Racing           | 1:08.876     | 14        |         |
| 15     | 11  | Lucas Di Grassi        | Audi Sport ABT Schaeffler | 1:08.970     | 15        |         |
| 16     | 99  | Pascal Wehrlein        | TAG Heuer Porsche         | 1:09.601     | 16        |         |
| 17     | 27  | Jake Dennis            | BMW i Andretti Motorsport | 1:11.194     | 17        |         |
| 18     | 20  | Mitch Evans            | Jaguar Racing             | 1:13.868     | 18        |         |
| 19     | 33  | René Rast              | Audi Sport ABT Schaeffler | 1:13.954     | 19        |         |
| NC     | 17  | Nyck de Vries          | Mercedes EQ               | Nessun tempo | 20        |         |
| NC     | 48  | Edoardo Mortara        | ROKiT Venturi Racing      | Nessun tempo | 21        |         |
| NC     | 5   | Stoffel Vandoorne      | Mercedes EQ               | Nessun tempo | 22        |         |
| NC     | 71  | Norman Nato            | ROKiT Venturi Racing      | Nessun tempo | 23        |         |
| NC     | 36  | André Lotterer         | TAG Heuer Porsche         | Nessun tempo | 24        |         |
| Fonti: |     |                        |                           |              |           |         |

### Gara
| Pos.   | No. | Pilota                 | Squadra                   | Giri | Tempo/Ritiro | Griglia  | Punti  |
| ------ | --- | ---------------------- | ------------------------- | ---- | ------------ | -------- | ------ |
| 1      | 10  | Sam Bird               | Jaguar Racing             | 29   | 39:50.836    | 3        | 25     |
| 2      | 4   | Robin Frijns           | Envision Virgin Racing    | 29   | +2.194       | 1        | 18+3+1 |
| 3      | 13  | António Félix da Costa | DS Techeetah              | 29   | +6.900       | 9        | 15     |
| 4      | 7   | Sérgio Sette Câmara    | Dragon / Penske Autosport | 29   | +12.817      | 2        | 12     |
| 5      | 6   | Nico Müller            | Dragon / Penske Autosport | 29   | +13.924      | 6        | 10     |
| 6      | 8   | Oliver Turvey          | NIO 333                   | 29   | +15.523      | 4        | 8      |
| 7      | 22  | Oliver Rowland         | Nissan e.dams             | 29   | +16.389      | 13       | 6      |
| 8      | 11  | Lucas Di Grassi        | Audi Sport ABT Schaeffler | 29   | +20.612      | 15       | 4      |
| 9      | 17  | Nyck de Vries          | Mercedes EQ               | 29   | +22.482      | 20       | 2+1    |
| 10     | 99  | Pascal Wehrlein        | TAG Heuer Porsche         | 29   | +25.395      | 16       | 1      |
| 11     | 36  | André Lotterer         | TAG Heuer Porsche         | 29   | +27.257      | Pit lane |        |
| 12     | 25  | Jean-Éric Vergne       | DS Techeetah              | 29   | +28.846      | 7        |        |
| 13     | 5   | Stoffel Vandoorne      | Mercedes EQ               | 29   | +29.112      | 22       |        |
| 14     | 37  | Nick Cassidy           | Envision Virgin Racing    | 29   | +33.079      | 10       |        |
| 15     | 29  | Alexander Sims         | Mahindra Racing           | 29   | +43.885      | 14       |        |
| 16     | 71  | Norman Nato            | ROKiT Venturi Racing      | 29   | +48.192      | 23       |        |
| 17     | 33  | René Rast              | Audi Sport ABT Schaeffler | 29   | +1:06.254    | 19       |        |
| 18     | 88  | Tom Blomqvist          | NIO 333                   | 29   | +1:09.508    | 5        |        |
| Rit    | 23  | Sébastien Buemi        | Nissan e.dams             | 26   | Incidente    | 8        |        |
| Rit    | 28  | Maximilian Günther     | BMW i Andretti Motorsport | 26   | Incidente    | 11       |        |
| Rit    | 20  | Mitch Evans            | Jaguar Racing             | 26   | Incidente    | 18       |        |
| Rit    | 94  | Alex Lynn              | Mahindra Racing           | 26   | Incidente    | 12       |        |
| Rit    | 27  | Jake Dennis            | BMW i Andretti Motorsport | 16   | Incidente    | 17       |        |
| NP     | 48  | Edoardo Mortara        | ROKiT Venturi Racing      | -    | Non partito  | NQ       |        |
| Fonte: |     |                        |                           |      |              |          |        |

### Classifiche
La classifica dopo gara 2:
Classifica piloti
| +/-    | Pos | Pilota                 | Punti |
| ------ | --- | ---------------------- | ----- |
|        | 1   | Nyck de Vries          | 32    |
|        | 2   | Sam Bird               | 25    |
|        | 3   | Robin Frijns           | 22    |
|        | 4   | Edoardo Mortara        | 18    |
|        | 5   | António Félix da Costa | 15    |
|        | 6   | Mitch Evans            | 15    |
|        | 7   | Oliver Rowland         | 14    |
|        | 8   | René Rast              | 13    |
|        | 9   | Sérgio Sette Câmara    | 12    |
|        | 10  | Pascal Wehrlein        | 11    |
|        | 11  | Nico Müller            | 10    |
|        | 12  | Oliver Turvey          | 9     |
|        | 13  | Alexander Sims         | 6     |
|        | 14  | Lucas Di Grassi        | 6     |
|        | 15  | Stoffel Vandoorne      | 4     |
|        | 16  | André Lotterer         | 0     |
|        | 17  | Jean-Éric Vergne       | 0     |
|        | 18  | Jake Dennis            | 0     |
|        | 19  | Sébastien Buemi        | 0     |
|        | 20  | Norman Nato            | 0     |
|        | 21  | Nick Cassidy           | 0     |
|        | 22  | Tom Blomqvist          | 0     |
|        | 23  | Maximilian Günther     | 0     |
|        | 24  | Alex Lynn              | 0     |
| Fonte: |     |                        |       |

Classifica squadre
| +/-    | Pos | Squadra                          | Punti |
| ------ | --- | -------------------------------- | ----- |
|        | 1   | Jaguar Racing                    | 40    |
|        | 2   | Mercedes EQ Formula E Team       | 36    |
|        | 3   | Envision Virgin Racing           | 22    |
|        | 4   | Dragon / Penske Autosport        | 22    |
|        | 5   | Audi Sport ABT Schaeffler        | 19    |
|        | 6   | ROKiT Venturi Racing             | 18    |
|        | 7   | DS Techeetah                     | 15    |
|        | 8   | Nissan e.dams                    | 14    |
|        | 9   | TAG Heuer Porsche Formula E Team | 11    |
|        | 10  | NIO 333 Formula E Team           | 9     |
|        | 11  | Mahindra Racing                  | 6     |
|        | 12  | BMW i Andretti Motorsport        | 0     |
| Fonte: |     |                                  |       |

## Controversie
A seguito della cerimonia di premiazione, missili Patriot dell'esercito saudita hanno intercettato diversi missili sopra Riad e Dirʿiyya, lanciati presumibilmente da ribelli Huthi.
Diverse ONG, inoltre, hanno chiesto al pilota di Formula 1 Lewis Hamilton di non partecipare al Gran Premio d'Arabia Saudita, a seguito di questi fatti, per lanciare un messaggio per i diritti umani dei giornalisti arrestati nel paese a seguito dell'omicidio di Jamal Khashoggi.